# Dan O'Brien
Daniel Dion (Dan) O'Brien (Portland (Oregon), 18 juli 1966) is een Amerikaanse oud-tienkamper. Hij was een van de meest succesvolle tienkampers ter wereld in de jaren negentig. Hij is olympisch kampioen, drievoudig wereldkampioen en meervoudig Amerikaans kampioen.

## Biografie
O'Brien groeide op in een adoptiegezin in Klamath Falls, Oregon. Hij studeerde aan de University of Idaho, waar hij aan atletiek deed, maar nog niet aan de meerkamp. Tegenwoordig draagt het atletiekcomplex van de universiteit zijn naam.
Dan O'Brien werd driemaal achtereen wereldkampioen, in 1991, 1993 en 1995. In 1992 slaagde hij er verrassend niet in zich te kwalificeren voor de Olympische Spelen. Enkele weken later vestigde hij een wereldrecord van 8891 punten. Ter vergelijking: de kampioen van de Olympische Spelen van Barcelona, Robert Změlík, kwam tot 8611 punten. Dit record werd in 1999 verbroken door Tomáš Dvořák.
Dan O'Brien had tot 2010 het wereldrecord in handen op de zevenkamp met 6476 punten. Toen werd het verbeterd tot 6499 punten door zijn landgenoot Ashton Eaton.
Vier jaar later, op de Olympische Spelen in Atlanta, won O'Brien goud met behoorlijke voorsprong op Frank Busemann (zilver) en Tomáš Dvořák (brons). Aan het eind van zijn actieve carrière was hij te zien in een reclame voor Versace.
In 2012 werd hij opgenomen in de IAAF Hall of Fame.

## Titels
- Olympisch kampioen tienkamp - 1996
- Wereldkampioen tienkamp - 1991, 1993, 1995
- Wereldkampioen zevenkamp - 1993
- Amerikaans kampioen tienkamp - 1991, 1993, 1994, 1995, 1996
- Amerikaans kampioen vijfkamp - 1992

## Persoonlijke records
Outdoor
| Onderdeel            | Prestatie          | Datum            | Plaats    |
| -------------------- | ------------------ | ---------------- | --------- |
| 100 m                | 10,41              | 29 augustus 1991 | Tokio     |
| 400 m                | 46,53              | 29 augustus 1991 | Tokio     |
| 1500 m               | 4.37,50            | 30 augustus 1991 | Tokio     |
| 110 m horden         | 13,47              | 27 mei 1995      | San José  |
| hoogspringen         | 2,13 m             | 6 augustus 1995  | Göteborg  |
| polsstokhoogspringen | 5,20 m             | 30 augustus 1991 | Tokio     |
| verspringen          | 7,99 m             | 19 augustus 1993 | Stuttgart |
| kogelstoten          | 16,24 m            | 29 augustus 1991 | Tokio     |
| discuswerpen         | 52,71 m            | 11 mei 2002      | Modesto   |
| speerwerpen          | 62,90 m            | 7 augustus 1995  | Göteborg  |
| tienkamp             | 8891 p (ex-WR; NR) | 5 september 1992 | Talence   |

Indoor
| Onderdeel            | Prestatie    | Datum            | Plaats      |
| -------------------- | ------------ | ---------------- | ----------- |
| 60 m                 | 6,67         | 13 maart 1993    | Toronto     |
| 1000 m               | 2.57,96      | 13 maart 1993    | Toronto     |
| 50 m horden          | 6,63         | 13 februari 1999 | Los Angeles |
| 60 m horden          | 7,76         | 5 februari 1999  | New York    |
| hoogspringen         | 2,13 m       | 13 maart 1993    | Toronto     |
| polsstokhoogspringen | 5,20 m       | 14 maart 1993    | Toronto     |
| verspringen          | 7,84 m       | 13 maart 1993    | Toronto     |
| kogelstoten          | 16,02 m      | 13 maart 1993    | Toronto     |
| zevenkamp            | 6476 (ex-WR) | 13/14 maart 1993 | Toronto     |

## Onderscheidingen
- IAAF Hall of Fame - 2012

1904: Tom Kiely ·
1912: Jim Thorpe ·
1920: Helge Løvland ·
1924: Harold Osborn ·
1928: Paavo Yrjölä ·
1932: James Bausch ·
1936: Glenn Morris ·
1948: Bob Mathias ·
1952: Bob Mathias ·
1956: Milt Campbell ·
1960: Rafer Johnson ·
1964: Willi Holdorf ·
1968: Bill Toomey ·
1972: Nikolaj Avilov ·
1976: Bruce Jenner ·
1980: Daley Thompson ·
1984: Daley Thompson ·
1988: Christian Schenk ·
1992: Robert Změlík ·
1996: Dan O'Brien ·
2000: Erki Nool ·
2004: Roman Šebrle ·
2008: Bryan Clay ·
2012: Ashton Eaton ·
2016: Ashton Eaton ·
2020: Damian Warner ·
2024: Markus Rooth
1983 Daley Thompson ·
1987 Torsten Voss ·
1991 Dan O'Brien ·
1993 Dan O'Brien ·
1995 Dan O'Brien ·
1997 Tomáš Dvořák ·
1999 Tomáš Dvořák ·
2001 Tomáš Dvořák ·
2003 Tom Pappas ·
2005 Bryan Clay ·
2007 Roman Šebrle ·
2009 Trey Hardee ·
2011 Trey Hardee ·
2013 Ashton Eaton ·
2015 Ashton Eaton ·
2017 Kévin Mayer ·
2019 Niklas Kaul ·
2022 Kévin Mayer ·
2023 Pierce LePage
- World Athletics: 14247409
- International Standard Name Identifier: 0000 0000 4302 4046
- Library of Congress Control Number: n97048534
- Virtual International Authority File: 18963698
- WorldCat: E39PBJfxfmGpGVkKkPpmYwHDMP